# Spasskij rajon (Oblast' di Rjazan')
Lo Spasskij rajon (in russo Спасский район?) è un rajon dell'Oblast' di Rjazan', nella Russia europea; il capoluogo è Spassk-Rjazanskij. Istituito nel 1927, ricopre una superficie di 2 684 chilometri quadrati ed ospita una popolazione di circa 29 000 abitanti.